# Hapsinotus nigrogena
Hapsinotus nigrogena là một loài tò vò trong họ Ichneumonidae.